# Richard Branson
Sir Richard Charles Nicholas Branson (Shamley Green, 18. srpnja 1950.) je britanski poslovni čovjek čije se bogatstvo procijenjuje na 7.8 milijardi američkih dolara. 
Vlasnik je branda Virgin koji sadrži 350 kompanija, od kojih je najpoznatija zrakoplovna kompanija Virgin Atlantic.